# Conocephalus
Conocephalus is een geslacht van rechtvleugeligen uit de familie sabelsprinkhanen (Tettigoniidae). De wetenschappelijke naam van dit geslacht is voor het eerst geldig gepubliceerd in 1815 door Thunberg.

## Soorten
Het geslacht Conocephalus omvat ruim 150 soorten, onder meer de volgende:
- Conocephalus aculeatus Piza, 1969
- Conocephalus affinis Redtenbacher, 1891
- Conocephalus algerinorum Massa, 1999
- Conocephalus goianus Piza, 1977
- Conocephalus halophilus Ishikawa, 2004
- Conocephalus melaenoides Sänger & Helfert, 1995
- Conocephalus ochrotelus Rehn & Hebard, 1915
- Conocephalus sojolensis Sänger & Helfert, 1995
- Conocephalus spinosus Morse, 1901
- Conocephalus stictomerus Rehn & Hebard, 1915